# Phyllogonostreptus uniserialis
Phyllogonostreptus uniserialis är en mångfotingart som först beskrevs av Carl Graf Attems 1938.  Phyllogonostreptus uniserialis ingår i släktet Phyllogonostreptus och familjen Harpagophoridae. Inga underarter finns listade i Catalogue of Life.